# L'angelo della notte (fantasy)
L'angelo della notte (titolo originale The Night Angel) è una trilogia di romanzi fantasy dello scrittore statunitense Brent Weeks, pubblicata nel 2008. Nel 2011 l'autore ha pubblicato il racconto Perfect Shadow che racconta le origini di Durzo Blint, futuro maestro di Azoth/Kylar.
La serie dei tre romanzi narra le vicende di Azoth (più tardi Kylar Stern), un ragazzino orfano parte di una gang della città di Cenaria, che nel corso degli anni diventa un sicario leggendario, noto col nome di Angelo della Notte.

## La trilogia
1. La via delle tenebre, (The Way of Shadows), 2008
2. Il tempo delle tenebre, (Shadow's Edge), 2008
3. Oltre le tenebre, (Beyond the Shadows), 2008
4. Perfect Shadow[1], 2011

## Ambientazione
La storia principale si svolge in gran parte a Cenaria, uno dei regni del continente chiamato Midcyru, al tempo dell'invasione da nord delle truppe khalidoriane guidate dal re divino Garoth Ursuul.

### Cenaria
Cenaria è uno dei regni sulla costa occidentale di Midcyru ed è anche il nome della città capitale. Al tempo della storia narrata ne L'angelo della notte, il regno è in una fase di profondo declino e corruzione: nominalmente il potere è nelle mani del re, mentre in realtà il controllo viene esercitato dal Sa'kagé - al vertice del quale si trova un misterioso shinga - una organizzazione criminale che si arricchisce attraverso la prostituzione ed il contrabbando.
La conquista di Cenaria è un obiettivo sia del regno settentrionale di Khalidor sia del regno meridionale di Ceura.

### Khalidor
Il regno di Khalidor si trova nella parte nord-occidentale di Midcyru ed è governato dalla dinastia tirannica dei re divini Ursuul. Ogni re divino possiede nella cittadella di Khaliras un harem con centinaia di mogli, le donne che gli hanno dato almeno un figlio maschio, e di concubine, che gli hanno dato solo figlie femmine.
La popolazione venera - e teme - la falsa dea Khali, che si nutre delle sofferenza umane. Al servizio del re divino vi è una casta di maghi - noti come Meister e Vürdmeister - che prendono il loro potere dal cosiddetto vir, una riserva di magia visibile sulla pelle dei Meister, che proviene dall'energia vitale - detta glore vyrden - di coloro che "pregano" la dea Khali. Alcuni Vürdmeisters hanno il potere di evocare dare vita a mostruose creature quali i krul.

### Ceura
A sud di Cenaria si estende il regno di Ceura, un termine che significa spada nella lingua locale. I guerrieri di Ceura, chiamati sa'ceurai, sono fra i più abili spadaccini di Midcyru, migliori anche dei temibili Highlander di Khalidor.
I guerrieri ceuriani ritengono che la spada di un uomo sia la sede della sua anima e seguono un rigoroso codice di comportamento, rispettando tutti coloro - amici o nemici - che combattono con maestria e con onore.